# Droga wojewódzka nr 333
Droga wojewódzka nr 333 (DW333) – droga wojewódzka w woj. dolnośląskim oraz w woj. lubuskim, łącząca drogę wojewódzką nr 292 w okolicach Nowej Soli z węzłem Legnica Wschód na autostradzie A4. Droga wyznaczona dawnym śladem drogi krajowej nr 3, która straciła swą kategorię w wyniku otwarcia drogi ekspresowej S3. 17 grudnia 2020 roku droga oficjalnie pojawiła się w zarządzeniu GDDKiA i została wydłużona aż do Legnicy.

## Poprzedni przebieg DW333
Poprzednio droga wojewódzka wytyczona była w woj. dolnośląskim i miała długość niespełna ok. 6 km. Droga łączyła drogę wojewódzką nr 323 z drogę wojewódzką nr 334. Biegła wzdłuż rzeki Odry łącząc po prawej stronie przeprawę promową (droga nr 334) ze wsią Ciechanów (powiat górowski). Posiadała klasę techniczną Z. Jej stary przebieg w całości został włączony w wydłużoną dzięki niej drogę wojewódzką nr 334.

## Miejscowości leżące przy trasie DW333
- Nowa Sól
- Nowe Miasteczko
- Polkowice
- Lubin
- Legnica

### Miejscowości poprzednio leżące przy trasie DW333
- Ciechanów (powiat górowski)
- Lubów (powiat górowski)
- Chobienia (w odl. 1km droga nr 334)